# Franjo Josip Spevec
Franjo Josip Spevec, hrvaški pedagog in pravnik, * 27. marec 1855, Vukanci, † 31. marec 1918, Zagreb.
Spevec je bil rektor Univerze v Zagrebu v študijskem letu 1895/96 in profesor na Pravni fakulteti.